# Mauricio Solís
 (août 2025).
Si vous disposez d'ouvrages ou d'articles de référence ou si vous connaissez des sites web de qualité traitant du thème abordé ici, merci de compléter l'article en donnant les références utiles à sa vérifiabilité et en les liant à la section « Notes et références ».
Pour les articles homonymes, voir Solis.
 Mauricio Solís Mora, né le 13 décembre 1972 à San José (Costa Rica), est un footballeur costaricien. Il joue au poste de milieu de terrain défensif avec l'équipe du Costa Rica et le club du CS Herediano.

## Carrière

### En club
- 1990-1996 : CS Herediano -
- 1996-1997 : Derby County -
- 1998-1999 : Comunicaciones -
- 1999-2000 : San José Earthquakes -
- 2000-2002 : LD Alajuelense -
- 2002-2003 : OFI Crète -
- 2003-2004 : Club Deportivo Irapuato -
- 2004-2005 : LD Alajuelense -
- 2005-2007 : Comunicaciones -
- 2007-2010 : CS Herediano -
- 2011- : Club Sport Uruguay de Coronado -

### En équipe nationale
Il a eu sa première cape en 1993 à l'occasion d'un match contre l'équipe d'Arabie saoudite.
Il a disputé la coupe du monde de football 2002 et la Gold Cup en 2003, il fut champion UNCAF en 1999.
Solís participe à la coupe du monde 2006 avec l'équipe du Costa Rica.

## Palmarès

### En club
- Champion du Costa Rica 
  - en 1993 avec Herediano
  - en 2001, 2002, 2003 avec Alajuelense

### En équipe nationale
- 110 sélections en équipe nationale (6 buts)